# Tadeusz Gadacz

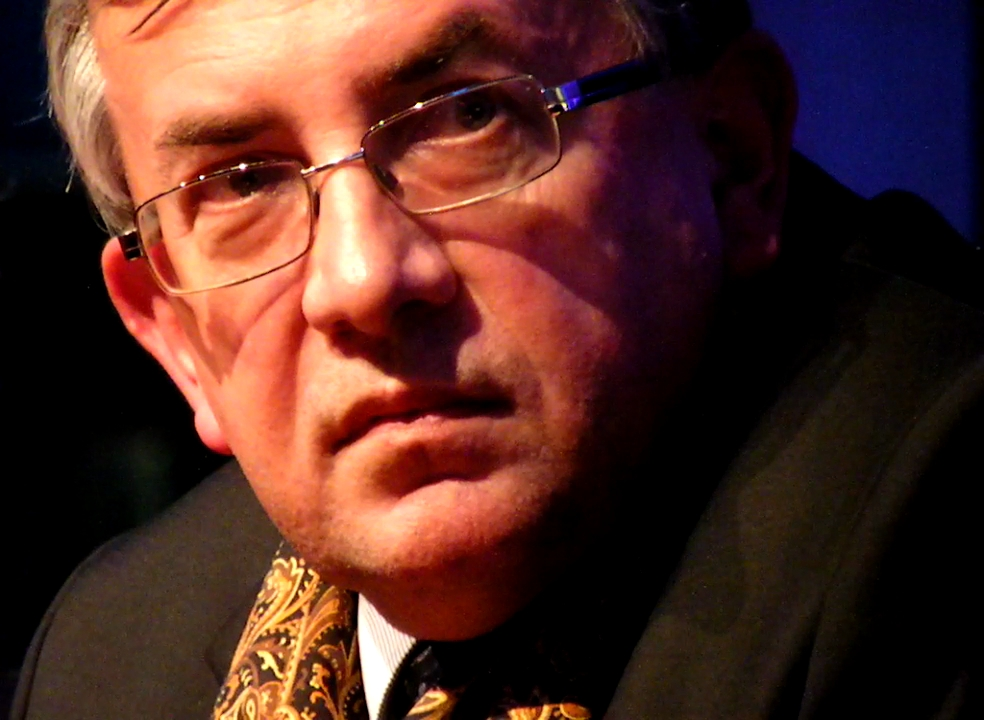
Tadeusz Gadacz

Tadeusz Antoni Gadacz (Krakau, 22 oktober 1955) is een Pools filosoof.

## Loopbaan
Gadacz is filosoof, professor en directeur van het Instituut Filosofie en Sociologie aan de Pedagogische Universiteit van Krakau. Hij is redacteur van de Religieuze Encyclopedie, uitgegeven door de Poolse wetenschappelijke uitgeverij PWN. Hij behaalde zijn doctoraat in 1984 aan de Theologische Academie van Krakau op basis van een werk over Hegels vrijheidsvisie. Hij is gespecialiseerd in het werk van Emmanuel Levinas en Franz Rosenzweig en werkte in het verleden nauw samen met priester en filosoof Józef Tischner.